# Rio Tapuio
Rio Tapuio är ett vattendrag i Brasilien.   Det ligger i delstaten Maranhão, i den nordöstra delen av landet, 1 400 km norr om huvudstaden Brasília.
Omgivningarna runt Rio Tapuio är huvudsakligen savann. Runt Rio Tapuio är det glesbefolkat, med 20 invånare per kvadratkilometer.